# 正徳 (大理)
正徳（せいとく）は、中国の大理国の段思廉の時代に使用された元号。使用年代不詳。政徳とも作る。